# Gieorgij Bono
Georgij Pietrowicz Bono (ros. Георгий Петрович Боно; ur. 9 stycznia?/21 stycznia 1900 w Krzemieńcu, zm. 1969) – radziecki wojskowy, generał brygady Ludowego Wojska Polskiego.

## Życiorys
Skończył Korpus Kadetów w Niżnym Nowogrodzie. Od czerwca 1919 był żołnierzem 27 Zachodniego pułku strzelców Armii Czerwonej, w styczniu 1920 ukończył kurs dowódców. Wiosną 1921 był oficerem sztabu Zapasowej Brygady Strzelców, następnie pełnomocnikiem naczelnika Kazańskiego Dowództwa Konwojów. Od maja 1923 do czerwca 1929 w Tataro-Baszkirskiej Szkole Wojennej. Był oficerem służby finansowej, m.in. naczelnikiem oddziału finansowego sanatorium „Archangielskoje” od grudnia 1936. Od lipca 1938 wykładowca na kursach finansowych.
W styczniu 1941 został starszym pomocnikiem naczelnika oddziału i naczelnikiem oddziału Urzędu Finansowego Naczelnego Komitetu Obrony ZSRR. Od listopada 1941 był naczelnikiem oddziału finansowego 20 Armii Frontu Zachodniego, następnie Północno-Zachodniego (od 1 lutego 1943), uczestniczył w walkach z Niemcami. W styczniu 1944 został naczelnikiem oddziału finansowego Frontu Północno-Zachodniego, a w maju 1944 Frontu Nadbałtyckiego. W marcu 1945 skierowany do służby w WP w stopniu podpułkownika. Był Szefem Oddziału Finansowego Kwatermistrzostwa WP, a od 1946 szefem Departamentu Finansów MON. Generał od 14 grudnia 1945. W grudniu 1946 powrócił do ZSRR.

## Życie prywatne
Mieszkał w Moskwie. Miał żonę Lidię i syna Igora.

## Odznaczenia
- Order Krzyża Grunwaldu III klasy (1945)
- Złoty Krzyż Zasługi
- Medal za Warszawę 1939–1945
- Medal za Odrę, Nysę, Bałtyk
- Order Lenina
- Order Czerwonego Sztandaru
- Order Czerwonej Gwiazdy (dwukrotnie)
- Order Wojny Ojczyźnianej II stopnia
- Medal „Za obronę Moskwy”
- Medal „Za zdobycie Berlina”
- Medal „Za wyzwolenie Warszawy”
- Medal „Za zwycięstwo nad Niemcami w Wielkiej Wojnie Ojczyźnianej 1941–1945”